# Tommy Defendi
Tommy Defendi (Chicago, Illinois, Estados Unidos, 30 de junio de 1989) es un exactor de pornografía gay y modelo estadounidense.

## Carrera

### Los primeros años
Nació en Chicago, Illinois, creció en los suburbios de Melrose Park. Se graduó de Northlake High School en 2007, donde jugó fútbol americano como receptor abierto y béisbol como lanzador.

### Carrera profesional
Antes de que un representante de CockyBoys lo descubriera y debutara en la industria del porno gay a la edad de 19 años, nunca había tenido relaciones sexuales con hombres. Grabó la primera escena con Seth Lyons para CollegeDudes247, y luego firmó un contrato exclusivo con Suite703.com.
En diciembre de 2008, sus fotos fueron publicadas en la revista «Freshmen». En los años siguientes, apareció en películas pornográficas producidas por compañías cinematográficas como: CockyBoys, Raging Stallion, FabScout, Men.com, Hot House Studios, Helix Studios, Rent.com, e Icon Male. Ha trabajado para la mayoría de las principales empresas y sitios web como actor porno gay universal, pasivo o activo. Además, apareció en los programas: Project GoGo Boys (2012) y The Naughty Show (2013).
En 2013, ganó el premio Grabby en la categoría de «pene más caliente». En 2014, durante la gala de los Hookie Awards 2014, se le otorgó el título de «Mejor estrella porno».
En marzo de 2014 ganó la encuesta anunciada por el portal español 20minutos.es, «la estrella de la industria del porno gay» y en julio de 2015 ocupó el cuarto lugar en el puesto de la «estrella porno gay más sexy» publicado por este portal. En mayo de 2015, ocupó el puesto número 19 en la encuesta «la estrella porno gay más popular en Instagram» según The Daily Dot. En 2015, ganó el premio Grabby al «Mejor actor de Reparto» por su papel en Dirty Rascals (2014). Estuvo en la portada del calendario «The Buckshot's Boys» publicado por Colt Studio para 2020. En junio y julio de 2020, según Adult Entertainment Broadcast Network, fue el término de búsqueda más buscado entre los actores porno en México.

## Vida privada
En 2011 participó en una campaña publicitaria para la adopción de mascotas en albergues para animales sin hogar, organizada por el sitio web dedicado a productos eróticos Adult Factory Outlet (AFO) en cooperación con una organización dedicada a salvar perros callejeros, llamada Life4Paws.
El 8 de septiembre de 2019 en Baraga (Míchigan), se casó con Ashley Carlin Theis, conocida como la actriz porno Ash Hollywood, a quien conoció el 24 de mayo de 2014.
Cambió varias veces de lugar de residencia; vivió en Florida, California y Nueva York y también en Las Vegas. Vivió en San Diego y tomó un trabajo como DJ y productor discográfico. Era adicto al alcohol y las drogas, abandonó su adicción el 5 de octubre de 2015.
En febrero de 2020, comenzó a trabajar como especialista en proyectos y estrategia de desarrollo comercial en HeartCore Worx en San Diego, California.
El editor de «BuzzFeed» notó una similitud física con Jamie Dornan, quien interpretó el papel principal de Fifty Shades of Grey.